# Mount Olivet
Mount Olivet is een plaats (city) in de Amerikaanse staat Kentucky, en valt bestuurlijk gezien onder Robertson County.

## Demografie
Bij de volkstelling in 2000 werd het aantal inwoners vastgesteld op 289.
In 2006 is het aantal inwoners door het United States Census Bureau geschat op 293, een stijging van 4 (1,4%).

## Geografie
Volgens het United States Census Bureau beslaat de plaats een oppervlakte van
1,0 km², geheel bestaande uit land. Mount Olivet ligt op ongeveer 265 m boven zeeniveau.

## Plaatsen in de nabije omgeving
De onderstaande figuur toont nabijgelegen plaatsen in een straal van 24 km rond Mount Olivet.